# Varanodon
Genre
Espèce
Varanodon est un genre éteint d'eupélycosaures de la famille des Varanopidae, il a vécu durant le Permien supérieur. Comme son cousin Varanops, il a été découvert au Texas et dans l'Oklahoma,.

## Description
Il atteint une longueur totale d'environ 1,2 à 1,4 mètre.

## Liste d'espèces
Selon Paleobiology Database (3 juillet 2018) :
- Varanodon agilis